# Гаррі, герцог Сассекський
Принц Гаррі, герцог Сассекський (англ. Prince Harry, Duke of Sussex, 15 вересня 1984, Лондон), повне ім'я Генрі Чарльз Альберт Девід Маунтбеттен-Віндзор (англ. Henry Charles Albert David Mountbatten-Windsor) — молодший син Чарльза ІІІ та його першої дружини, нині покійної принцеси Діани, онук королеви Великої Британії Єлизавети II. Повсюдно відомий за його коротким іменем як принц Гаррі (англ. Prince Harry)

## Біографічні відомості

Монограма принца Гаррі

Займає п'яте місце в списку престолонаслідування (після старшого брата і трьох племінників).
До отримання в день весілля самостійного герцогського титулу принц Гаррі користувався титулуванням «Уельський» як син принца Уельського (His Royal Highness Prince Henry Charles Albert David of Wales). Однак, як і його старший брат Вільям, Гаррі не був володарем титулу «принц Уельський»: титул належить виключно безпосередньому спадкоємцеві британського престолу, тобто в даному випадку — його батькові Чарльзу. У день весілля з Меган Маркл принцу Гаррі присвоєно титул герцога Сассекського, графа Дамбертона і барона Кілкіл.
З 2005 навчався у Королівській військовій академії в Сандгерсті (під прізвищем Уельс). Має військове звання корнет. Наприкінці квітня 2007 повідомили, що принца направлять на службу в Ірак, але вже в травні вирішили відправити принца в Афганістан. У грудні 2007 — лютому 2008 служив у провінції Гільменд авіаційним навідником.
Гаррі є засновником Invictus Games — спортивних змагань для ветеранів, що отримали поранення під час бойових дій. Перші такі Ігри нескорених відбулися 2014 року.

### Дитинство, юність і доросле життя
Народився 15 вересня 1984 року о 16:20, в лікарні Святої Мері в Паддінгтоні, центральному районі Лондона.
Принцеса Діана наполягла на тому, щоб її діти не навчалися ізольовано, а пішли в школу, де могли б спілкуватися з однолітками. Спочатку Гаррі відвідував приватний дитячий садок пані Джейн Майнорс, у вересні 1987 року пішов навчатися до школи Ветербі в Лондоні, а з 1992 року приєднався до принца Вільяма й став учнем школи Ладгров у Беркширі, де провчився наступні п'ять років.
31 серпня 1997 року, коли йому було 12 років, в автокатастрофі в Парижі загинула його мати принцеса Діана. На похороні матері брати йшли за її труною.
У 17 років принц отримав у британських ЗМІ репутацію «шаленої дитини» («wild child») через вживання ним марихуани та спиртного.
У вересні 1998 року вступив у Ітонський коледж, який закінчив у червні 2003 року з негативною оцінкою з географії. Перебуваючи потім в академічній відпустці протягом року, поїхав до Австралії, потім кілька місяців провів в Африці, де зняв документальний фільм «The Forgotten Kingdom: Prince Harry in Lesotho» про важке життя сиріт держави Лесото — невеликої парламентської монархії в південній частині континенту. Для діяльності в Лесото він і молодший брат короля Лесото Летсіє III принц Сеісо (Seeiso Bereng Seeiso) в квітні 2006 року заснували благодійну організацію Sentebale для допомоги дітям і підліткам країни.

### Особисте життя
З 2004 року до січня 2009 року мав романтичні стосунки з Челсі Дейві. У вересні 2009 року, за повідомленнями ЗМІ, відновив стосунки з Челсі, проте через деякий час вони знову розлучилися. Челсі запросили на весілля його брата принца Вільяма 29 квітня 2011 року в Лондоні, після чого заявила, що не готова стати дружиною принца — «Таке життя не для мене».
З березня 2013 принц Гаррі зустрічався з Кресидою Бонасьє. Їхній роман почався ще навесні 2012 року, проте тривав він усього кілька місяців. 2013 року пара відновила стосунки. 30 квітня 2014 року оголосили, що пара розлучилася.

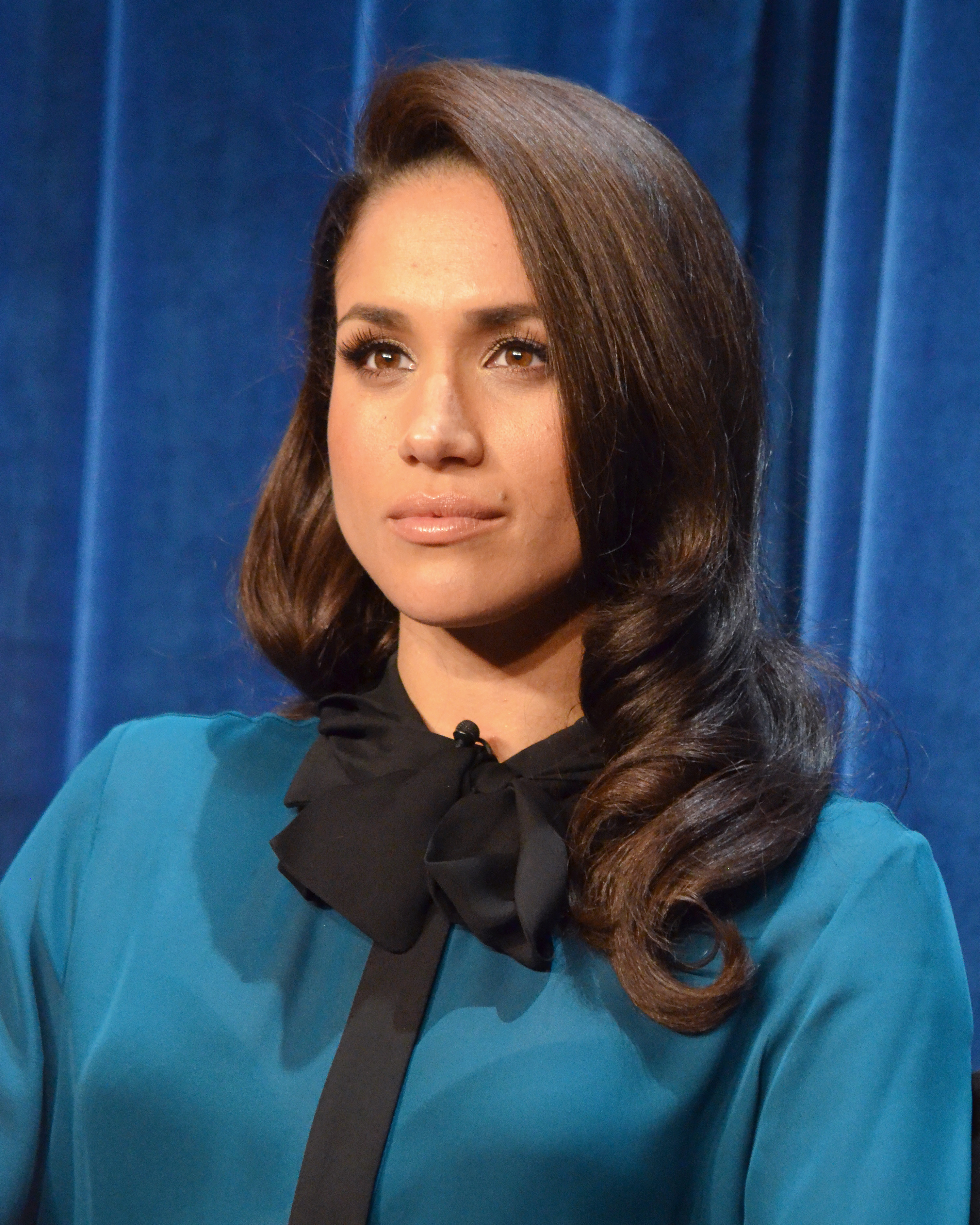
Меган Маркл.

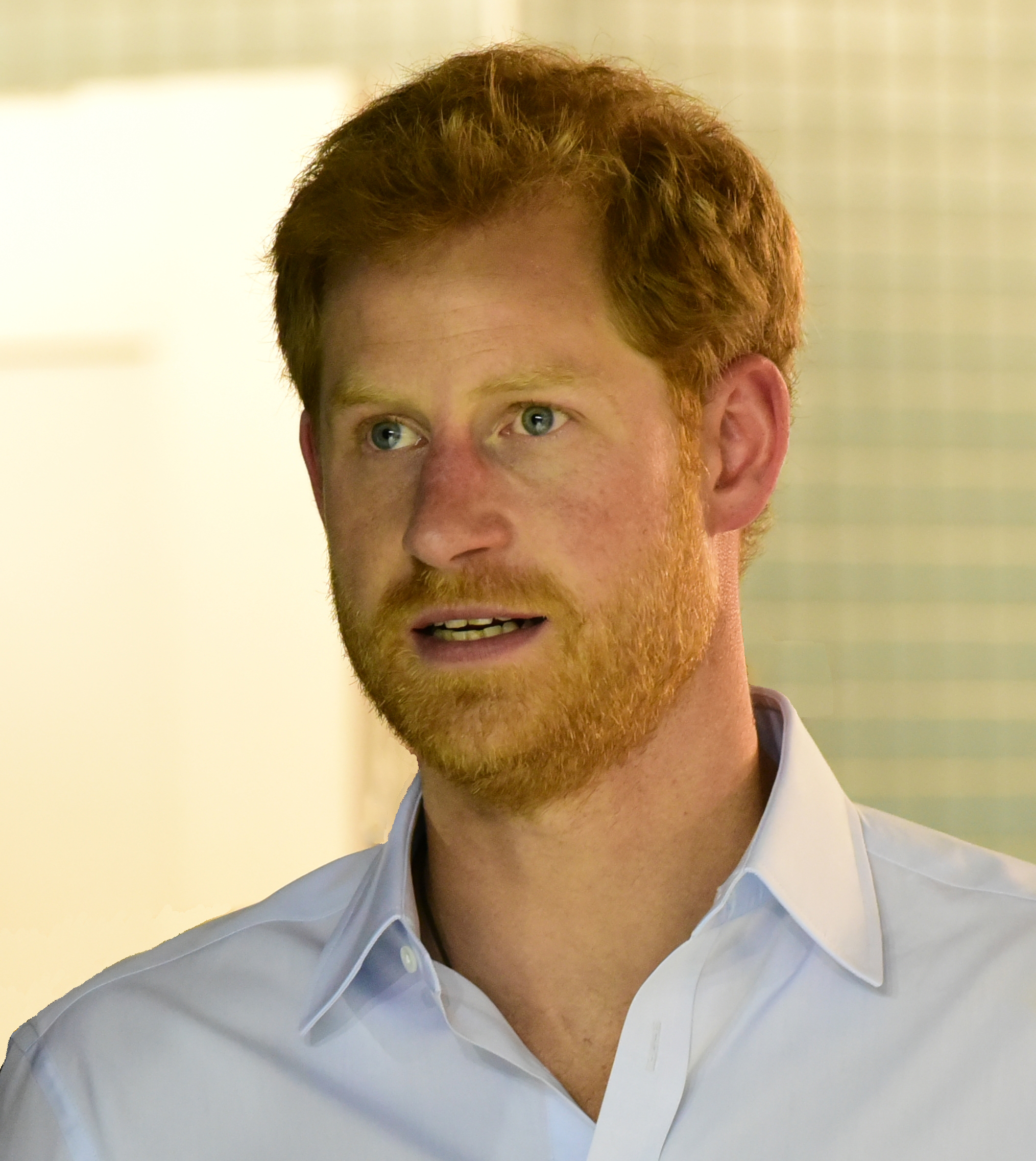
Принц Гаррі на Іграх нескорених у Торонто.

У листопаді 2016 року в британських і американських ЗМІ з'явилася інформація про те, що принц із серпня 2016 року зустрічається з американською актрисою і моделлю Меган Маркл. 8 листопада Кенсінгтонський палац підтвердив інформацію про стосунки принца, але дорікнув ЗМІ в «хвилі зловживань і утисків». У липні 2017 року ЗМІ повідомили про те, що королева Великої Британії Єлизавета II не дозволяє йому створювати сім'ю з Меган Маркл. Якщо принц не послухається королеву, то втратить королівську спадщину. 27 листопада 2017 року стало відомо про заручини принца Гаррі з Меган Маркл, весілля відбулося 19 травня 2018 року в каплиці Святого Георгія у Віндзорському замку.
2020 року принц Гаррі та Меган Маркл спровокували таку собі королівську «кризу», бо оголосили про наміри не виконувати королівські обов'язки та вийти з сім'ї. Пізніше британська королева Єлизавета ІІ наголосила, що після багатьох місяців дискусій вони нарешті змогли знайти компроміс у такій непростій ситуації. За її словами, Гаррі та Меган завжди будуть одними з найулюбленіших членів королівської сім'ї, утім, вони більше не зможуть використовувати свій королівський титул (Ваша королівська Високість), а також не користуватимуться усіма військовими призначеннями і титулами. Також подружжя Маркл та принца Гаррі більше не буде отримувати фінансування на виконання королівських обов'язків, як вони цього й хотіли, а також повернуть 2,4 мільйони фунтів стерлінгів за ремонт власного будинку — Фрогмор-хауз. Зокрема, незважаючи на вихід з королівської сім'ї, маєток залишиться їхнім на час їхнього ж перебування у Великій Британії. У заяві додавалось також те, що пара Меган і Гаррі більше не буде офіційно представляти королеву.
Того ж року принц переїхав із сім'єю до Канади, а потім до США. Американський актор Тайлер Перрі дозволив їм безкоштовно пожити у своєму будинку в Лос-Анджелесі і надав власну охорону.
7 березня 2021 року в США вийшло інтерв'ю Опрі Вінфрі з подружжям. У ньому йшлося про те, чому Гаррі з Меган вирішили відмовитися від виконання обов'язків старших членів королівської родини.
Наприкінці березня 2021 року принц Гаррі обійняв одну з керівних посад (англ. Chief Impact Officer) в американському стартапі BetterUp, який, згідно із заявами самої компанії, має на меті підтримку зусиль з коучингу, розвитку технологій штучного інтелекту та підвищенні адаптивності людей до умов, що змінюються.
10 січня 2023 року вийшла книга мемуарів принца Гаррі «Запасний», написана спільно з журналістом Джоном Мерінгером.

### Цікаві факти
- Параметри: зріст 188 см, вага 92 кг.
- На його 18-й день народження Єлизавета II подарувала йому його власний унікальний герб.
- Часто приєднується до свого батька і старшого брата в проведенні зимових канікул, катаючись на гірських лижах в Швейцарії.
- У грі у водне поло зареєстрований як Гаррі Уельс. У цьому виді спорту він швидко став першокласним гравцем.

## Принц Гаррі та Україна
На тлі російського вторгнення в Україну принц Гаррі разом з дружиною Меган Маркл підтримали Україну фінансово. Їхній фонд Archwell перерахував суму, яка залишається в секреті, благодійним організаціям, що надають підтримку Україні.
10 квітня 2025 приїхав з неоголошеним візитом у Львівта відвідав центр реабілітації цивільних медиків та поранених військовихта зустрівся з 10-річним хлопцем, який вижив, але втратив мати після удару по Вінниці російськими окупантами. Сам Гаррі повідомив, що це його перший, але точно не останній візит до України. Віцепрем'єрка — міністерка економіки України Юлія Свириденко вручила йому подарунок — Великодній кошик, який був зроблений на Сумщині.

### Книги
- Prince Harry, The Duke of Sussex, «Foreword», in: Connaughton, Chris (2021). Hospital by the Hill.
- Prince Harry, The Duke of Sussex (2023). Запасний. Penguin Random House. ISBN 978-0593593806.